# داجمار ديك
داجمار ديك (بالإنجليزية: Dagmar Dyck)‏ هي فنانة نيوزيلندية، ولدت في 1972.